# Puente de María Cristina

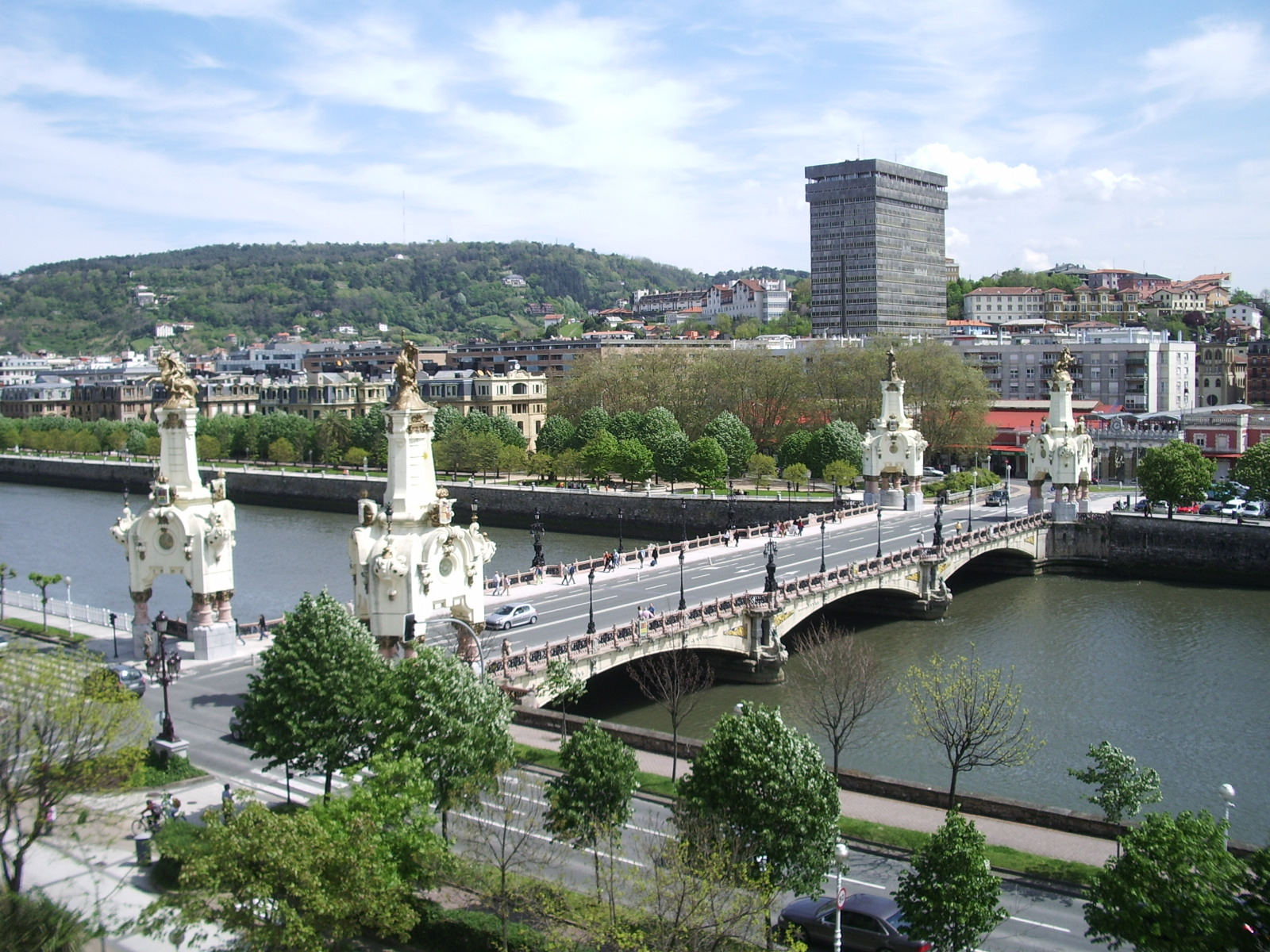
Puente de María Cristina 2005

Die Puente de María Cristina (baskisch: Maria Kristina zubia) ist ein neobarockes Brückenbauwerk über den Urumea in San Sebastián in der spanischen Autonomen Gemeinschaft Baskenland. Sie verbindet die Altstadt mit der Innenstadt und dem Bahnhof Nord sowie der Stierkampfarena Plaza de Toros de Illumbe. 

## Geschichte

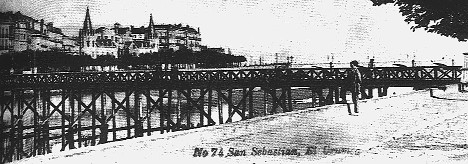
Behelfsbrücke aus Holz 1893

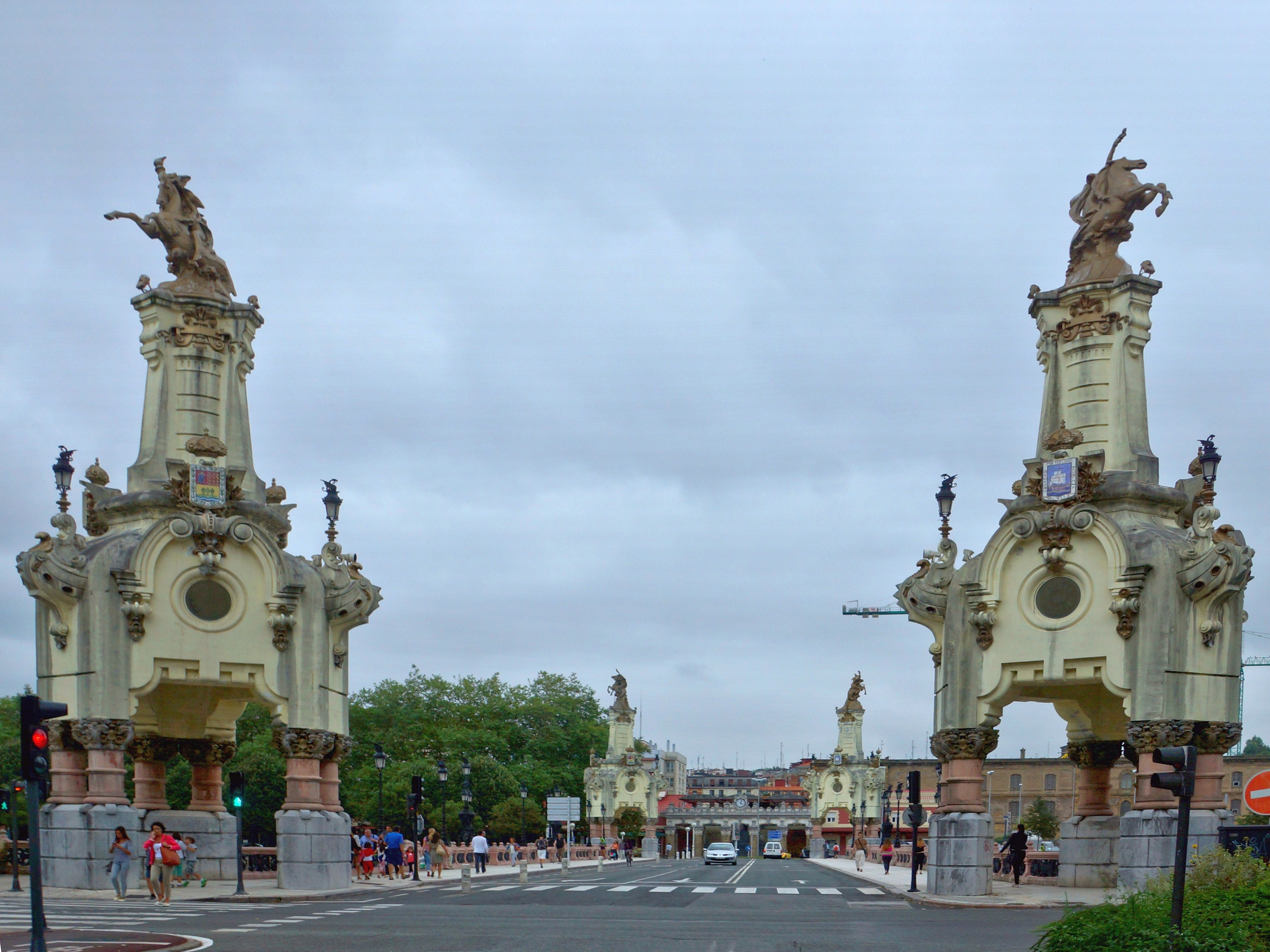
Kunstbauwerke: Pylonen mit Reiterstandbildern

Der Bau begann 1893 mit der Errichtung eines Holzsteges als Bauhilfe, der einen Tag vor der Brückeneinweihung abgerissen wurde, die am 20. Januar 1905 zum Festtag des Sankt Sebastian stattfand. Die Brücke wurde Maria Christina gewidmet, der Regentin von Spanien 1885–1902. 

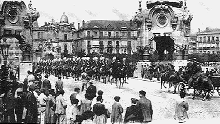
Einweihung 1905, Ankunft der Regentin Maria Christina

Die örtliche Bank „Caja de Ahorros“ (Sparkasse) finanzierte den Bau der Brücke durch einen zinslosen Kredit mit einer Laufzeit von 100 Jahren. Architekten waren der Portugiese José Eugenio de Ribera und Julio M. Zapata aus Madrid.

## Bauwerk
Die Brücke wurde aus Stahlbeton gebaut, was ein Novum für die damalige Zeit war. Sie hat drei Bögen von je 24 Meter Spannweite. Die Gesamtlänge der Brücke beträgt 88 Meter, ihre Breite rund 20 Meter. An den beiden Brückenköpfen wurden je zwei monumentale Pylonen errichtet, die in etwa dem Stil der Brücke von Pont Alexandre III in Paris entsprechen. Jeder der vier Pylonen trägt ein Reiterstandbild.